# Johannes Linnankoski
Johannes Linnankoski, pseudonimo di Vihtori Johan Peltonen (Askola, 18 ottobre 1869 – Helsinki, 10 agosto 1913), è stato uno scrittore e drammaturgo finlandese, il primo autore a scrivere un romanzo in lingua finlandese, Il canto del fiore rosso (Laulu tulipunaisesta kukasta) dal 1905.
Sulla base di quella storia, sono state fatte diverse riprese, la prima versione risale al 1919.

## Biografia
Linnankoski nacque il 18 ottobre 1869 a Vakkola di Askola e fu attivo nella vita culturale dell'Uusimaa Orientale. Fu uno dei fondatori della banca a Porvoo e fondò anche scuole di lingua finlandese e quotidiani come Uusimaa, il primo giornale in lingua finlandese situato al di fuori delle principali città di Uusimaa.
Linnankoski sposò Ester Drugg nel 1899 e ebbe quattro figli: Marjatta, Salama, Touko e Urmas. Tutti i suoi figli sono nati con il cognome Peltonen.
Negli ultimi anni si trasferì da Askola all'Istituto Deaconess di Helsinki, per curare le sue cattive condizioni di salute, e morì lì di anemia all'età di 43 anni il 10 agosto 1913.